# Barrington Moore Jr.
Barrington Moore Jr (12 maig 1913 - 16 octubre 2005) va ser un sociòleg polític dels Estats Units. És conegut pel seu llibre Els orígens socials de la Dictadura i la Democràcia: Senyor i Camperol en la Formació del Món Modern (1966), un estudi comparat de la modernització a Gran Bretanya, França, Estats Units, Xina, Japó i Índia, al mateix temps que una història de les idees que van conduir al totalitarisme.

## Obres
- Soviet Politics – The Dilemma of Power: The Role of Ideas in Social Change, Harvard University Press, Cambridge, 1950.
- Terror and Progress, USSR: Some Sources of Change and Stability in the Soviet Dictatorship, Harvard University Press, Cambridge, 1954.
- Political Power and Social Theory: Six Studies, Harvard University Press, Cambridge, 1958. Erweiterte Ausgabe: Political Power and Social Theory: Seven Studies, Harper & Row, New York, 1965.
- Barrington Moore, Jr., Robert Paul Wolff, Herbert Marcuse: A Critique of Pure Tolerance, Beacon Press, Boston, 1965.
- Social Origins of Dictatorship and Democracy: Lord and Peasant in the Making of the Modern World, Beacon Press, Boston, 1966. ISBN 0-8070-5073-3.
- Reflection of the Causes of Human Misery and on Certain Proposals to Eliminate Them, Beacon Press, Boston, 1972.
- Injustice: The Social Bases of Obedience and Revolt, M.E. Sharpe, White Plains, NY, 1978. ISBN 0-333-24783-3.
- Privacy: Studies in Social and Cultural History, M.E. Sharpe, Armonk, NY, 1983.
- Authority and Inequality under Capitalism and Socialism (Tanner Lectures on Human Values), Clarendon Press, Oxford, 1987.
- Moral Aspects of Economic Growth, and Other Essays (The Wilder House Series in Politics, History, and Culture), Cornell University Press, Ithaca, NY, 1993. ISBN 0-8014-3376-2
- Moral Purity and Persecution in History, Princeton University Press, Princeton, NJ, 2000. ISBN 0-691-04920-3.